# Pedro Feist
Pedro José del Negro Feist ComM (11 de Março de 1936) é um empresário e político português.

## Biografia
Empresário.
Foi Presidente da União dos Comerciantes do Distrito de Lisboa, Presidente da Federação do Comércio Grossista Português e Vice-Presidente e Presidente da Confederação do Comércio Português, Membro do Conselho Económico e Social e Membro do Conselho de Concertação Social (1974-1998).
Foi Presidente da Distrital de Lisboa do CDS-PP e Presidente do Conselho Nacional do CDS-PP.
Foi Vereador da Câmara Municipal de Lisboa.
Foi eleito Deputado, sempre pelo Centro Democrático Social - Partido Popular e sempre pelo Círculo Eleitoral de Lisboa para a III Legislatura, de 31 de Maio de 1983 a 3 de Novembro de 1985, para a IV Legislatura, de 4 de Novembro de 1985 a 12 de Agosto de 1987 e para a VII Legislatura, de 27 de Outubro de 1995 a 24 de Outubro de 1999.
A 6 de Fevereiro de 2006 foi feito Comendador da Ordem do Mérito.